# Cathédrale d'Oppido Mamertina
La cathédrale d'Oppido Mamertina est une église catholique romaine d'Oppido Mamertina, en Italie. Il s'agit de la cathédrale du diocèse d'Oppido Mamertina-Palmi.